# René Hooghiemster
 René Hooghiemster, né le 30 juillet 1986 à Tytsjerk, est un coureur cycliste néerlandais. 

## Biographie
Il met un terme à sa carrière cycliste à l'issue de la saison 2020. 

## Palmarès
- 2009
  - 2e de l'Omloop van de Braakman
- 2011
  - 1re étape du Tour du Loir-et-Cher
  - Baronie Breda Classic
  - 2e de l'Arno Wallaard Memorial
- 2017
  - 1re étape du Tour du Loir-et-Cher
  - 3e de l'Arno Wallaard Memorial
- 2018
  - 3e de la Ster van Zwolle
  - 3e du Tour de Groningue
- 2019
  - Circuit de Campine

## Classements mondiaux
| Année           | 2011 | 2012 | 2013 | 2014 | 2015 | 2016   | 2017 | 2018 |
| --------------- | ---- | ---- | ---- | ---- | ---- | ------ | ---- | ---- |
| UCI Europe Tour | 640e |      | 920e |      |      | 1 492e | 938e | 760e |